# Гільдепранд
Гільдепра́нд (†744) — король лангобардів (744), онук або племінник короля Лютпранда. Брав участь у облозі Равенни у 737. Після недовгого правління був зміщений великою радою через некомпетентність. Помер у серпні 744.